# Grupa Północna Finlandia

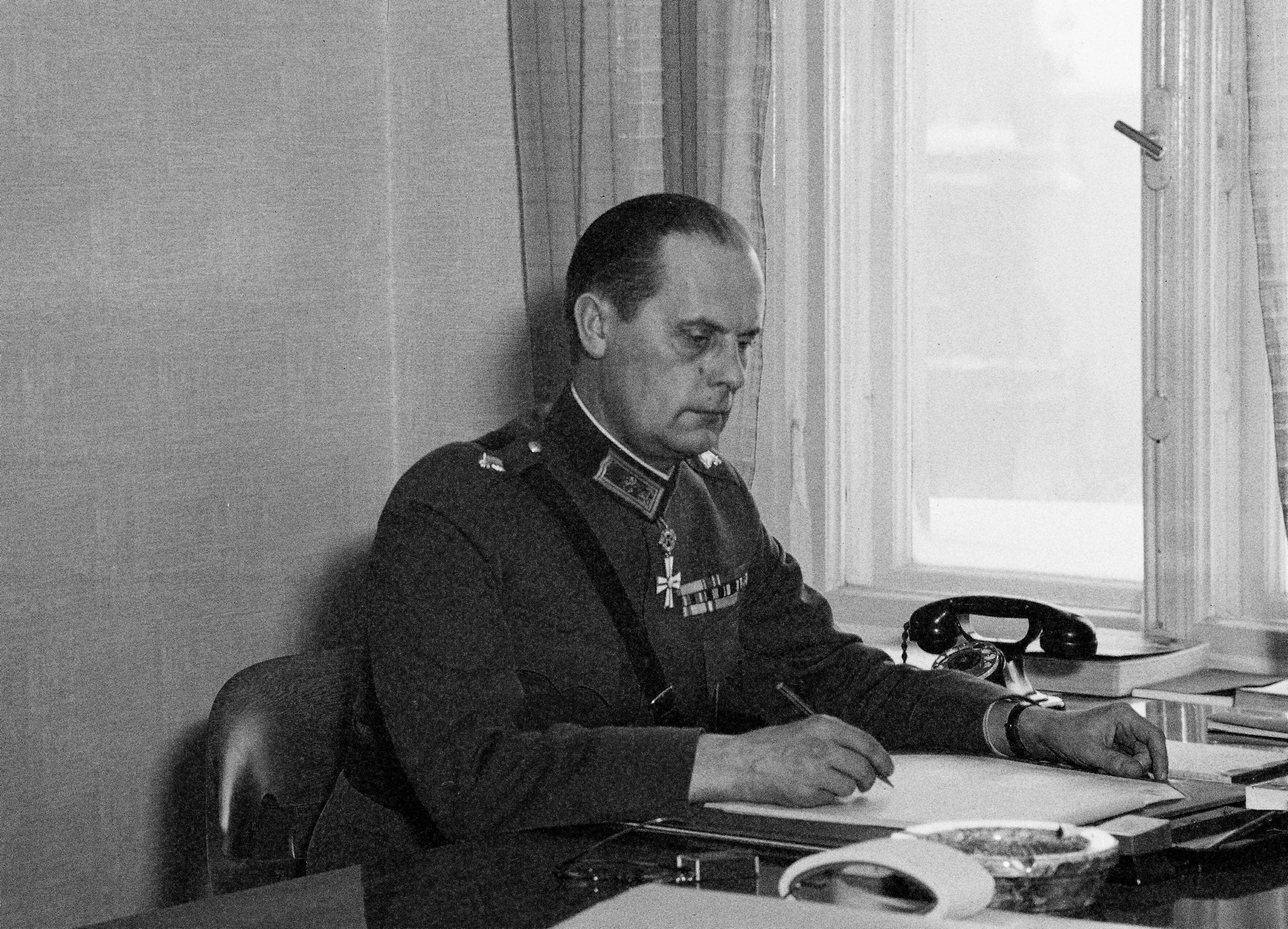
Wiljo Tuompo

Grupa „Północna Finlandia” – grupa wchodząca w skład wojska fińskiego w czasie tzw. wojny zimowej ze Związkiem Radzieckim (1939–1940).
Dowódcą grupy był gen. mjr Wiljo Tuompo.

## Skład
- Grupa „Północna Karelia” – dowódca: płk Erkki Raappana:
  - 12 samodzielny batalion piechoty,
  - 13 samodzielny batalion piechoty,
  - 14 samodzielny batalion piechoty;
- Grupa „Laponia” – dowódca: gen. mjr Kurt Martti Wallenius:
  - 17samodzielny batalion piechoty;
- 15  samodzielny batalion piechoty,
- 16  samodzielny batalion piechoty.